# Protodesoria granda
Protodesoria granda  (лат.) — ископаемый вид скрыточелюстных членистоногих подкласса ногохвостки из семейства Isotomidae. 

## Описание
Обнаружен в бирманском янтаре (типовая серия: Kachin State, Tanai Village, Ledo Road, 105 км от Miyitkama, Мьянма, Юго-Восточная Азия). Меловой период, сеноманский ярус (около 100 млн лет). Длина тела 1,32 мм. Соотношение длин четырёх члеников усика: 1 — 2,6 — 2,9 — 3,8. Длина щетинок на голове от 0,03 до 0,05 мм. 3-й сегмент усиков несёт микроскопические щетинки длиной от 0,003 до 0,005 мм. Число омматидиев в глазах: 6+6. Число видимых брюшных сегментов: 6. Вид Proisotoma pettersonae был впервые описан в 2006 году американскими энтомологами Кеннетом Христиансеном (Kenneth Christiansen) и Полом Насцимбене (Paul Nascimbene) по типовой серии, хранящейся в Американском музее естественной истории (Нью-Йорк) вместе с Cretacentomobrya burma, Protoisotoma burma, Sminthurconus grimaldi, Proisotoma pettersonae и другими новыми ископаемыми видами. Видовое название P. granda дано по причине относительно крупного размера, а родовое происходит от названия близкого современного рода Desoria. Сходен с родами коллембол Villusisotoma и Desoria.